# Zina Garrison
Zina Lynna Garrison (Houston, 16 de novembre de 1963) és una exjugadora de tennis estatunidenca, que va arribar a ser la quarta classificada en el rànquing de la WTA.
En el seu palmarès destaquen tres títols de Grand Slam en dobles mixts i dues medalles olímpiques aconseguides en els Jocs Olímpics de Seül 1988, una d'or en dobles femenins i una de bronze individual.

## Biografia
És la petita de set germans i es va graduar en l'institut Sterling High School de Houston (1982). Va començar a jugar a tennis als deu anys i ben aviat va començar a destacar en categories inferiors, arribant a guanyar dos títols de Grand Slam en categoria júnior. La mort de la seva mare quan només tenia 19 anys va afectar-la molt anímicament ja que era la persona més important en la seva carrera. Degut això i a la pressió pels èxits aconseguits en categories inferiors va començar a patir desordres alimentaris i bulímia.
Va aconseguir arribar a la sisena posició lloc número 6 en victòries de la llista de tots els temps en pista d'herba i en pista sintètica d'interiors. Tot i que va obtenir l'or olímpic en dobles amb Pam Shriver, va tenir un gran èxit però no va obtenir cap altre títol de dobles important. També va jugar en dos equips guanyadors de la Copa Federació i va ser capitana d'aquest equip, i va dirigir l'equip de tennis que va participar en els Jocs Olímpics de Pequín 2008, especialment a les germanes Venus i Serena Williams. El torneig de la seva carrera va ser sens dubte el Torneig de Wimbledon de 1990, vencent Monica Seles i Steffi Graf, però perdent la final amb Martina Navratilova.
Es va casar amb Willard Jackson el setembre de 1989, però es van divorciar l'any 1997.
Des de la seva retirada del circuit ha treballat com a analista de televisió i ha realitzar diverses activitats per la comunitat relacionades amb el tennis. Va fundar l'organització "Zina Garrison Foundation for the Homeless" (1988) i el "Zina Garrison All-Court Tennis Program" (1992) per donar suport a la gent necessitada de Houston.

## Torneigs de Grand Slam

### Individual: 1 (0−1)
| Resultat  | Núm. | Any  | Torneig   | Oponent             | Marcador |
| --------- | ---- | ---- | --------- | ------------------- | -------- |
| Finalista | 1.   | 1990 | Wimbledon | Martina Navrátilová | 4−6, 1−6 |

### Dobles femenins: 2 (0−2)
| Resultat  | Núm. | Any  | Torneig              | Parella            | Oponents                              | Marcador    |
| --------- | ---- | ---- | -------------------- | ------------------ | ------------------------------------- | ----------- |
| Finalista | 1.   | 1987 | Open d'Austràlia     | Lori McNeil        | Martina Navrátilová Pam Shriver       | 1−6, 0−6    |
| Finalista | 2.   | 1992 | Open d'Austràlia (2) | Mary Joe Fernández | Arantxa Sánchez Vicario Helena Suková | 4−6, 6−7(3) |

### Dobles mixts: 6 (3−3)
| Resultat   | Núm. | Any  | Torneig              | Parella          | Oponents                                | Marcador         |
| ---------- | ---- | ---- | -------------------- | ---------------- | --------------------------------------- | ---------------- |
| Guanyadora | 1.   | 1987 | Open d'Austràlia     | Sherwood Stewart | Anne Hobbs Andrew Castle                | 3−6, 7−6(5), 6−3 |
| Guanyador  | 2.   | 1988 | Wimbledon            | Sherwood Stewart | Gretchen Magers Kelly Jones             | 6−1, 7−6(3)      |
| Finalista  | 1.   | 1989 | Open d'Austràlia     | Sherwood Stewart | Jana Novotná Jim Pugh                   | 3−6, 4−6         |
| Finalista  | 2.   | 1990 | Open d'Austràlia (2) | Jim Pugh         | Nataixa Zvéreva Andrew Castle           | 6−4, 2−6, 3−6    |
| Guanyador  | 3.   | 1990 | Wimbledon (2)        | Rick Leach       | Elizabeth Smylie John Fitzgerald        | 7−5, 6−2         |
| Finalista  | 3.   | 1993 | Open d'Austràlia (3) | Rick Leach       | Arantxa Sánchez Vicario Todd Woodbridge | 5−7, 4−6         |

## Jocs Olímpics

### Individual
| Any  | Campionat                          | Oponent | Resultat |
| ---- | ---------------------------------- | ------- | -------- |
| 1988 | Jocs Olímpics, Seül, Corea del Sud |         |          |

### Dobles femenins
| Any  | Campionat                          | Parella     | Oponents                   | Resultat       |
| ---- | ---------------------------------- | ----------- | -------------------------- | -------------- |
| 1988 | Jocs Olímpics, Seül, Corea del Sud | Pam Shriver | Jana Novotná Helena Suková | 4−6, 6−2, 10−8 |

## Palmarès: 40 (14−20−3−3)

### Individual: 36 (14−22)
| Llegenda                     |
| ---------------------------- |
| Grand Slam (0−1)             |
| WTA Tour Championships (0−0) |
| Tier I (0−0)                 |
| Tier II (0−8)                |
| Tier III (5−2)               |
| Tier IV (3−2)                |
| Tier V (0−2)                 |
| Virginia Slims (6−7)         |

| Títols per superfície |
| --------------------- |
| Dura (3−6)            |
| Gespa (4−4)           |
| Terra batuda (1−3)    |
| Moqueta (6−9)         |

| Resultat   | Núm. | Data                   | Torneig                         | Superfície   | Oponent              | Marcador          |
| ---------- | ---- | ---------------------- | ------------------------------- | ------------ | -------------------- | ----------------- |
| Finalista  | 1.   | 1 d'agost de 1983      | Indianapolis, Estats Units      | Terra batuda | Andrea Temesvári     | 2−6, 2−6          |
| Finalista  | 2.   | 2 de gener de 1984     | Washington DC, Estats Units     | Moqueta (i)  | Hana Mandlíková      | 1−6, 1−6          |
| Finalista  | 3.   | 24 de setembre de 1984 | Nova Orleans, Estats Units      | Moqueta (i)  | Martina Navrátilová  | 4−6, 3−6          |
| Guanyadora | 1.   | 29 d'octubre de 1984   | Zuric, Suïssa                   | Moqueta (i)  | Claudia Kohde-Kilsch | 6−1, 0−6, 6−2     |
| Finalista  | 4.   | 14 de gener de 1985    | Denver, Estats Units            | Moqueta (i)  | Peanut Louie         | 4−6, 6−4, 4−6     |
| Guanyadora | 2.   | 15 d'abril de 1985     | Amelia Island, Estats Units     | Terra batuda | Chris Evert-Lloyd    | 6−4, 6−3          |
| Finalista  | 5.   | 22 de juliol de 1985   | Indianapolis (2)                | Terra batuda | Andrea Temesvári     | 6−7(0), 3−6       |
| Guanyadora | 3.   | 28 d'octubre de 1985   | Zuric (2)                       | Moqueta (i)  | Hana Mandlíková      | 6−1, 6−3          |
| Finalista  | 6.   | 15 de setembre de 1986 | Tampa, Estats Units             | Dura         | Lori McNeil          | 6−2, 5−7, 2−6     |
| Guanyadora | 4.   | 27 d'octubre de 1986   | Indianapolis                    | Dura (i)     | Melissa Gurney       | 6−3, 6−3          |
| Guanyadora | 5.   | 5 de gener de 1987     | Sydney, Austràlia               | Gespa        | Pam Shriver          | 6−2, 6−4          |
| Guanyadora | 6.   | 9 de febrer de 1987    | San Francisco, Estats Units     | Moqueta (i)  | Sylvia Hanika        | 7−5, 4−6, 6−3     |
| Finalista  | 7.   | 17 d'agost de 1987     | Toronto, Canadà                 | Dura         | Pam Shriver          | 4−6, 1−6          |
| Finalista  | 8.   | 24 d'octubre de 1988   | Indianapolis (3)                | Dura (i)     | Katerina Maleeva     | 3−6, 6−2, 2−6     |
| Finalista  | 9.   | 13 de febrer de 1989   | Washington DC (2)               | Moqueta (i)  | Steffi Graf          | 1−6, 5−7          |
| Guanyadora | 7.   | 20 de febrer de 1989   | Oakland, Estats Units           | Moqueta (i)  | Larisa Savchenko     | 6−1, 6−1          |
| Finalista  | 10.  | 12 de juny de 1989     | Birmingham, Regne Unit          | Gespa        | Martina Navrátilová  | 6−7(5), 3−6       |
| Guanyadora | 8.   | 17 de juliol de 1989   | Newport, Estats Units           | Gespa        | Pam Shriver          | 6−0, 6−2          |
| Finalista  | 11.  | 31 de juliol de 1989   | San Diego, Estats Units         | Dura         | Steffi Graf          | 4−6, 5−7          |
| Finalista  | 12.  | 30 d'octubre de 1989   | Worcester, Estats Units         | Moqueta (i)  | Martina Navrátilová  | 2−6, 3−6          |
| Guanyadora | 9.   | 6 de novembre de 1989  | Chicago, Estats Units           | Moqueta (i)  | Larisa Savchenko     | 6−3, 2−6, 6−4     |
| Finalista  | 13.  | 19 de febrer de 1990   | Washington DC (3)               | Moqueta (i)  | Martina Navrátilová  | 1−6, 0−6          |
| Guanyadora | 10.  | 11 de juny de 1990     | Birmingham                      | Gespa        | Helena Suková        | 6−4, 6−1          |
| Finalista  | 14.  | 25 de juny de 1990     | Wimbledon, Regne Unit           | Gespa        | Martina Navrátilová  | 4−6, 1−6          |
| Finalista  | 15.  | 22 d'octubre de 1990   | San Juan, Puerto Rico           | Dura         | Jennifer Capriati    | 7−5, 4−6, 2−6     |
| Finalista  | 16.  | 11 de febrer de 1991   | Chicago                         | Moqueta (i)  | Martina Navrátilová  | 1−6, 2−6          |
| Finalista  | 17.  | 22 d'octubre de 1991   | Brighton, Regne Unit            | Moqueta (i)  | Steffi Graf          | 7−5, 4−6, 1−6     |
| Guanyadora | 11.  | 17 de febrer de 1992   | Oklahoma City, Estats Units     | Dura (i)     | Lori McNeil          | 7−5, 3−6, 7−6(10) |
| Finalista  | 18.  | 13 d'abril de 1992     | Houston, Estats Units           | Terra batuda | Monica Seles         | 1−6, 1−6          |
| Guanyadora | 12.  | 15 de febrer de 1993   | Oklahoma City (2)               | Dura (i)     | Patty Fendick        | 6−2, 6−3          |
| Finalista  | 19.  | 7 de juny de 1993      | Birmingham (2)                  | Gespa        | Lori McNeil          | 4−6, 6−2, 3−6     |
| Finalista  | 20.  | 26 de juliol de 1993   | Stratton Mountain, Estats Units | Dura         | Conchita Martínez    | 3−6, 2−6          |
| Guanyadora | 13.  | 18 d'octubre de 1993   | Budapest, Hongria               | Moqueta (i)  | Sabine Appelmans     | 7−5, 6−2          |
| Finalista  | 21.  | 1 de novembre de 1993  | Oakland                         | Moqueta (i)  | Martina Navrátilová  | 2−6, 6−7(1)       |
| Finalista  | 22.  | 6 de juny de 1994      | Birmingham (3)                  | Gespa        | Lori McNeil          | 2−6, 2−6          |
| Guanyadora | 14.  | 12 de juny de 1995     | Birmingham (2)                  | Gespa        | Lori McNeil          | 6−3, 6−3          |

### Dobles femenins: 46 (20−26)
| Llegenda                     |
| ---------------------------- |
| Grand Slam (0−3)             |
| Jocs Olímpics Or (1)         |
| WTA Tour Championships (0−0) |
| Tier I (3−3)                 |
| Tier II (7−20)               |
| Tier III (8−3)               |
| Tier IV (0−0)                |
| Tier V (0−1)                 |
| Virginia Slims (5−8)         |

| Títols per superfície |
| --------------------- |
| Dura (9−9)            |
| Gespa (3−4)           |
| Terra batuda (3−9)    |
| Moqueta (9−16)        |

| Resultat   | Núm. | Data                   | Torneig                                  | Superfície   | Parella                  | Oponents                                | Marcador            |
| ---------- | ---- | ---------------------- | ---------------------------------------- | ------------ | ------------------------ | --------------------------------------- | ------------------- |
| Guanyadora | 1.   | 4 d'agost de 1986      | Mont-real, Canadà                        | Dura         | Gabriela Sabatini        | Pam Shriver Helena Suková               | 7−6(2), 5−7, 6−4    |
| Finalista  | 1.   | 13 d'octubre de 1986   | Filderstadt, Alemanya Occidental         | Moqueta (i)  | Gabriela Sabatini        | Martina Navrátilová Pam Shriver         | 6−7(5), 4−6         |
| Guanyadora | 2.   | 27 d'octubre de 1986   | Indianapolis, Estats Units               | Dura (i)     | Lori McNeil              | Candy Reynolds Anne Smith               | 4−5, retirada       |
| Finalista  | 2.   | 12 de gener de 1987    | Open d'Austràlia, Austràlia              | Gespa        | Lori McNeil              | Martina Navrátilová Pam Shriver         | 1−6, 0−6            |
| Finalista  | 3.   | 9 de febrer de 1987    | San Francisco, Estats Units              | Moqueta (i)  | Gabriela Sabatini        | Hana Mandlíková Wendy Turnbull          | 4−6, 6−7(4)         |
| Finalista  | 4.   | 23 de març de 1987     | Washington DC, Estats Units              | Moqueta (i)  | Lori McNeil              | Elise Burgin Pam Shriver                | 1−6, 6−3, 4−6       |
| Finalista  | 5.   | 6 d'abril de 1987      | Hilton Head, Estats Units                | Terra batuda | Lori McNeil              | Mercedes Paz Eva Pfaff                  | 6−7(6), 5−7         |
| Finalista  | 6.   | 20 d'abril de 1987     | Houston, Estats Units                    | Terra batuda | Lori McNeil              | Kathy Jordan Martina Navrátilová        | 2−6, 4−6            |
| Finalista  | 7.   | 10 d'agost de 1987     | Los Angeles, Estats Units                | Terra batuda | Lori McNeil              | Martina Navrátilová Pam Shriver         | 3−6, 4−6            |
| Guanyadora | 3.   | 17 d'agost de 1987     | Toronto (2)                              | Dura         | Lori McNeil              | Claudia Kohde-Kilsch Helena Suková      | 6−1, 6−2            |
| Guanyadora | 4.   | 28 de setembre de 1987 | Nova Orleans, Estats Units               | Moqueta (i)  | Lori McNeil              | Peanut Louie Harper Heather Ludloff     | 6−3, 6−4            |
| Finalista  | 8.   | 12 d'octubre de 1987   | Filderstadt (2)                          | Moqueta (i)  | Lori McNeil              | Martina Navrátilová Pam Shriver         | 1−6, 2−6            |
| Finalista  | 9.   | 9 de novembre de 1987  | Chicago, Estats Units                    | Moqueta (i)  | Lori McNeil              | Claudia Kohde-Kilsch Helena Suková      | 4−6, 3−6            |
| Finalista  | 10.  | 8 de febrer de 1988    | Dallas, Estats Units                     | Moqueta (i)  | Gigi Fernández           | Lori McNeil Eva Pfaff                   | 6−2, 4−6, 5−7       |
| Guanyadora | 5.   | 7 de març de 1988      | Boca Raton, Estats Units                 | Dura         | Katrina Adams            | Claudia Kohde-Kilsch Helena Suková      | 4−6, 7−5, 6−4       |
| Finalista  | 11.  | 14 de març de 1988     | Key Biscayne, Estats Units               | Dura         | Gigi Fernández           | Steffi Graf Gabriela Sabatini           | 6−7(3), 3−6         |
| Guanyadora | 6.   | 11 d'abril de 1988     | Amelia Island, Estats Units              | Terra batuda | Eva Pfaff                | Katrina Adams Penny Barg                | 4−6, 6−2, 7−6(5)    |
| Guanyadora | 7.   | 18 d'abril de 1988     | Houston                                  | Terra batuda | Katrina Adams            | Lori McNeil Martina Navrátilová         | 6−7(4), 6−2, 6−4    |
| Finalista  | 12.  | 15 d'agost de 1988     | Mont-real                                | Dura         | Pam Shriver              | Jana Novotná Helena Suková              | 6−7(2), 6−7(6)      |
| Guanyadora | 8.   | 19 de setembre de 1988 | Jocs Olímpics, Seül, Corea del Sud       | Dura         | Pam Shriver              | Jana Novotná Helena Suková              | 4−6, 6−2, 10−8      |
| Finalista  | 13.  | 24 d'agost de 1988     | Indianapolis                             | Dura (i)     | Katrina Adams            | Larisa Savchenko Nataixa Zvéreva        | 2−6, 1−6            |
| Guanyadora | 9.   | 25 de novembre de 1988 | WTA Doubles Championships, Tòquio (Japó) | Moqueta (i)  | Katrina Adams            | Gigi Fernández Robin White              | 7−5, 7−5            |
| Guanyadora | 10.  | 31 de gener de 1989    | Tòquio, Japó                             | Moqueta (i)  | Katrina Adams            | Mary Joe Fernández Claudia Kohde-Kilsch | 6−3, 6−3, 7−6(5)    |
| Guanyadora | 11.  | 24 d'abril de 1989     | Houston (2)                              | Terra batuda | Katrina Adams            | Gigi Fernández Lori McNeil              | 6−3, 6−4            |
| Guanyadora | 12.  | 19 de juny de 1989     | Eastbourne, Regne Unit                   | Gespa        | Katrina Adams            | Jana Novotná Helena Suková              | 6−3, retirada       |
| Guanyadora | 13.  | 19 de febrer de 1990   | Washington DC                            | Moqueta (i)  | Martina Navrátilová      | Ann Henricksson Dinky Van Rensburg      | 6−0, 6−3            |
| Finalista  | 14.  | 18 de juny de 1990     | Eastbourne                               | Gespa        | Patty Fendick            | Larisa Savchenko Nataixa Zvéreva        | 4−6, 3−6            |
| Guanyadora | 14.  | 6 d'agost de 1990      | San Diego, Estats Units                  | Dura         | Patty Fendick            | Elise Burgin Rosalyn Fairbank-Nideffer  | 6−4, 7−6(5)         |
| Guanyadora | 15.  | 15 d'octubre de 1990   | Filderstadt                              | Moqueta (i)  | Mary Joe Fernández       | Mercedes Paz Arantxa Sánchez Vicario    | 7−5, 6−3            |
| Guanyadora | 16.  | 15 de març de 1991     | Key Biscayne                             | Dura         | Mary Joe Fernández       | Gigi Fernández Jana Novotná             | 7−5, 6−2            |
| Finalista  | 15.  | 7 d'octubre de 1991    | Zuric, Suïssa                            | Moqueta (i)  | Lori McNeil              | Jana Novotná Andrea Strnadová           | 4−6, 3−6            |
| Finalista  | 16.  | 22 d'octubre de 1991   | Brighton, Regne Unit                     | Moqueta (i)  | Lori McNeil              | Pam Shriver Nataixa Zvéreva             | 1−6, 2−6            |
| Finalista  | 17.  | 11 de novembre de 1991 | Filadèlfia, Estats Units                 | Moqueta (i)  | Mary Joe Fernández       | Jana Novotná Larisa Savchenko-Neiland   | 2−6, 4−6            |
| Finalista  | 18.  | 6 de gener de 1992     | Sydney, Austràlia                        | Dura         | Mary Joe Fernández       | Arantxa Sánchez Vicario Helena Suková   | 6−7(4), 7−6(4), 2−6 |
| Finalista  | 19.  | 13 de gener de 1992    | Open d'Austràlia (2)                     | Dura         | Mary Joe Fernández       | Arantxa Sánchez Vicario Helena Suková   | 4−6, 6−7(3)         |
| Finalista  | 20.  | 10 de febrer de 1992   | Chicago (2)                              | Moqueta (i)  | Katrina Adams            | Martina Navrátilová Pam Shriver         | 4−6, 6−7(7)         |
| Finalista  | 21.  | 6 d'abril de 1992      | Amelia Island                            | Terra batuda | Jana Novotná             | Arantxa Sánchez Vicario Nataixa Zvéreva | 1−6, 0−6            |
| Finalista  | 22.  | 15 de juny de 1992     | Eastbourne (2)                           | Gespa        | Mary Joe Fernández       | Jana Novotná Larisa Savchenko-Neiland   | 0−6, 3−6            |
| Finalista  | 23.  | 10 d'agost de 1992     | Los Angeles (2)                          | Terra batuda | Pam Shriver              | Arantxa Sánchez Vicario Helena Suková   | 4−6, 2−6            |
| Guanyadora | 17.  | 8 de febrer de 1993    | Chicago                                  | Moqueta (i)  | Katrina Adams            | Amy Frazier Kimberly Po                 | 7−6(3), 6−3         |
| Guanyadora | 18.  | 15 de febrer de 1993   | Oklahoma City, Estats Units              | Dura (i)     | Patty Fendick            | Katrina Adams Manon Bollegraf           | 6−3, 6−2            |
| Finalista  | 24.  | 3 de maig de 1993      | Roma, Itàlia                             | Terra batuda | Mary Joe Fernández       | Jana Novotná Arantxa Sánchez Vicario    | 4−6, 2−6            |
| Guanyadora | 19.  | 4 d'octubre de 1993    | Zuric                                    | Moqueta (i)  | Martina Navrátilová      | Gigi Fernández Nataixa Zvéreva          | 6−3, 5−7, 6−3       |
| Finalista  | 25.  | 21 d'abril de 1994     | Houston (2)                              | Terra batuda | Katrina Adams            | Manon Bollegraf Martina Navrátilová     | 4−6, 2−6            |
| Guanyadora | 20.  | 6 de juny de 1994      | Birmingham, Regne Unit                   | Gespa        | Larisa Savchenko-Neiland | Catherine Barclay Kerry-Anne Guse       | 6−4, 6−4            |
| Finalista  | 26.  | 30 d'octubre de 1995   | Oakland, Estats Units                    | Moqueta (i)  | Katrina Adams            | Lori McNeil Helena Suková               | 6−3, 4−6, 3−6       |

### Dobles mixts: 6 (3−3)
| Resultat   | Núm. | Data                | Torneig                     | Superfície | Parella          | Oponents                                | Marcador         |
| ---------- | ---- | ------------------- | --------------------------- | ---------- | ---------------- | --------------------------------------- | ---------------- |
| Guanyadora | 1.   | 12 de gener de 1987 | Open d'Austràlia, Austràlia | Gespa      | Sherwood Stewart | Anne Hobbs Andrew Castle                | 3−6, 7−6(5), 6−3 |
| Guanyadora | 2.   | 20 de juny de 1988  | Wimbledon, Regne Unit       | Gespa      | Sherwood Stewart | Gretchen Magers Kelly Jones             | 6−1, 7−6(3)      |
| Finalista  | 1.   | 16 de gener de 1989 | Open d'Austràlia            | Dura       | Sherwood Stewart | Jana Novotná Jim Pugh                   | 3−6, 4−6         |
| Finalista  | 2.   | 15 de gener de 1990 | Open d'Austràlia (2)        | Dura       | Jim Pugh         | Nataixa Zvéreva Andrew Castle           | 6−4, 2−6, 3−6    |
| Guanyadora | 3.   | 25 de juny de 1990  | Wimbledon (2)               | Gespa      | Rick Leach       | Elizabeth Smylie John Fitzgerald        | 7−5, 6−2         |
| Finalista  | 3.   | 18 de gener de 1993 | Open d'Austràlia (3)        | Dura       | Rick Leach       | Arantxa Sánchez Vicario Todd Woodbridge | 5−7, 4−6         |

### Equips: 3 (2−1)
| Resultat   | Núm. | Data                    | Torneig                                | Superfície | Equip                                               | Oponents                                                         | Marcador |
| ---------- | ---- | ----------------------- | -------------------------------------- | ---------- | --------------------------------------------------- | ---------------------------------------------------------------- | -------- |
| Guanyadora | 1.   | 1−9 d'octubre de 1989   | Copa Federació, Tòquio (Japó)          | Dura       | Chris Evert Martina Navrátilová Pam Shriver         | Conchita Martínez Arantxa Sánchez Vicario                        | 3−0      |
| Guanyadora | 2.   | 21−29 de juliol de 1990 | Copa Federació, Atlanta, Estats Units  | Dura       | Jennifer Capriati Patty Fendick Gigi Fernández      | Elena Brioukhovets Leila Meskhi Larisa Savchenko Nataixa Zvéreva | 2−1      |
| Finalista  | 1.   | 1−9 d'octubre de 1991   | Copa Federació, Nottingham, Regne Unit |            | Jennifer Capriati Gigi Fernández Mary Joe Fernández | Conchita Martínez Pilar Pérez Arantxa Sánchez Vicario            | 1−2      |

## Trajectòria

### Individual
| Open d'Austràlia | A           | A           | 1R          | SF          | 1R          | QF          | NC          | QF          | 2R | QF          | QF          | 4R          | 4R | 3R          | 1R          | 3R          | A   | 0 / 13 |  |
| Roland Garros | A           | A           | QF          | 1R          | 4R          | 2R          | 3R          | A           | 4R | 3R          | 1R          | 1R          | A  | 1R          | 1R          | 1R          | A   | 0 / 12 |  |
| Wimbledon | A           | A           | 4R          | 1R          | 2R          | SF          | 2R          | A           | QF | 2R          | F           | QF          | 4R | 4R          | QF          | 3R          | A   | 0 / 13 |  |
| US Open | 2R          | 1R          | 4R          | 4R          | 3R          | QF          | 4R          | 4R          | SF | SF          | QF          | 4R          | 4R | 3R          | 4R          | 4R          | 1R  | 0 / 17 |  |
| Jocs Olímpics | No celebrat | No celebrat | No celebrat | No celebrat | No celebrat | No celebrat | No celebrat | No celebrat | 3a | No celebrat | No celebrat | No celebrat | 1R | No celebrat | No celebrat | No celebrat | A   | 0 / 2  |  |
| Rànquing a final d'any |             |             | 16          | 10          | 9           | 8           | 11          | 9           | 9  | 4           | 8           | 12          | 18 | 14          | 24          | 22          | 255 |        |  |
| Llegenda: G: Guanyadora; F: Finalista; SF: Semifinalista; QF: Quarts de final; Q: Qualificació; A: Absent; RR: Round Robin |             |             |             |             |             |             |             |             |    |             |             |             |    |             |             |             |     |        |  |

### Dobles femenins
| Torneig | 1981        | 1982        | 1983        | 1984        | 1985        | 1986        | 1987        | 1988 | 1989        | 1990        | 1991        | 1992 | 1993        | 1994        | 1995        | 1996 | 1997 | Títols |  |
| --- | ----------- | ----------- | ----------- | ----------- | ----------- | ----------- | ----------- | ---- | ----------- | ----------- | ----------- | ---- | ----------- | ----------- | ----------- | ---- | ---- | ------ |  |
| Open d'Austràlia | A           | 1R          | 2R          | QF          | QF          | NC          | F           | SF   | 3R          | 1R          | 2R          | F    | QF          | QF          | 1R          | A    | A    | 0 / 13 |  |
| Roland Garros | A           | 2R          | 1R          | 1R          | 1R          | 1R          | A           | QF   | QF          | 1R          | QF          | 1R   | 3R          | 3R          | QF          | A    | A    | 0 / 13 |  |
| Wimbledon | A           | 1R          | 2R          | 2R          | 2R          | 3R          | A           | SF   | QF          | SF          | SF          | QF   | SF          | 1R          | 3R          | A    | A    | 0 / 13 |  |
| US Open | 2R          | 1R          | 3R          | 1R          | SF          | QF          | QF          | 2R   | 3R          | 3R          | SF          | QF   | A           | A           | 3R          | 1R   | 1R   | 0 / 15 |  |
| Jocs Olímpics | No celebrat | No celebrat | No celebrat | No celebrat | No celebrat | No celebrat | No celebrat | 1a   | No celebrat | No celebrat | No celebrat | A    | No celebrat | No celebrat | No celebrat | A    | NC   | 1 / 1  |  |
| Rànquing a final d'any |             |             |             | 40          | 44          | 18          | 7           | 7    | 9           | 13          | 12          | 10   | 13          | 21          | 27          | 90   |      |        |  |
| Llegenda: G: Guanyadora; F: Finalista; SF: Semifinalista; QF: Quarts de final; Q: Qualificació; A: Absent; RR: Round Robin |             |             |             |             |             |             |             |      |             |             |             |      |             |             |             |      |      |        |  |

### Dobles mixts
| Open d'Austràlia | No celebrat | No celebrat | No celebrat | No celebrat | No celebrat | G  | 1R | F  | F  | 1R | A  | F  | 1R | A  | A  | 1 / 7  |
| Roland Garros | A           | QF          | A           | 3R          | A           | A  | 2R | SF | 2R | 3R | A  | 2R | 2R | 3R | A  | 0 / 9  |
| Wimbledon | A           | QF          | 1R          | 2R          | 1R          | A  | G  | 3R | G  | 2R | 2R | 3R | 1R | A  | A  | 2 / 11 |
| US Open | QF          | 2R          | A           | QF          | 2R          | SF | QF | QF | QF | 1R | QF | 1R | 2R | A  | 1R | 0 / 13 |
| Llegenda: G: Guanyadora; F: Finalista; SF: Semifinalista; QF: Quarts de final; Q: Qualificació; A: Absent; RR: Round Robin |             |             |             |             |             |    |    |    |    |    |    |    |    |    |    |        |